# Sangama
Sangama es una novela de aventuras; fue escrita por el peruano Arturo D. Hernández y publicada por primera vez en 1942, por el comité encargado de las celebraciones del IV centenario del inicio del dominio español sobre el Amazonas (Expedición desde el Cusco de Francisco Pizarro y Francisco de Orellana). Es sin embargo a partir de su traducción al francés en 1952 con la editorial Albin Michel que la novela llama la atención en el mundo siendo declarada libro del mes en Francia y traducida luego al alemán, inglés, ruso y al yugoslavo. La obra fue publicada con éxito en diversos países para finalmente volverse un clásico de la literatura peruana. Ha sido reeditada en ediciones masivas por lo menos unas 10 veces hasta los años noventa y ha sido incluida en programas de enseñanza de literatura en el sistema de educación secundario peruano.

## El autor
Arturo D. Hernández nació en 1903, en Sintico, un caserío de la selva de Loreto. Sus años de infancia los vivió en Iquitos, donde hizo sus estudios escolares. Se enroló en el ejército peruano y fue implicado en la rebelión de Guillermo Cervantes (1921), siendo tomado prisionero y llevado a Lima. Estudió en la Universidad de San Marcos y se graduó de abogado en 1936. Fue asimilado al ejército con el grado de teniente coronel y enviado a Iquitos con el cargo de fiscal. En 1963, estando en Lima, fue ascendido a general de brigada, Llegó a ser presidente de la Asociación Nacional de Escritores y Artistas, ANEA. Falleció en Lima en 1970. Es considerado como el más grande novelista de la selva peruana. Además de Sangama, su primera obra publicada, es autor de las novelas Selva trágica y Bubinzana, y el cuentario Tangarana y otros cuentos.

## Origen de la novela
El origen de esta novela fue una monografía que el autor presentó en la Universidad de San Marcos para aprobar el curso de Geografía Humana, hacia 1929. Esta monografía le sirvió no sólo para alcanzar prestigio académico sino para ser nombrado miembro activo de la Sociedad Geográfica de Lima. Esta institución le encargó escribir un artículo sobre la selva. Hernández no publicó tal artículo y este se convirtió en Sangama después de tres años de escritura.

## Argumento
Sangama es un relato ficticio, basado en una expedición que el autor realizara de joven al corazón de la selva virgen en busca de cauchales. Sangama es el nombre del personaje principal, una especie de curandero selvático, poseedor de múltiples habilidades, con quien se amista el joven Abel Barcas, el narrador de la historia. La narración, pletórica en descripciones de la selva, nos cuenta las aventuras que ambos viven en ese mundo salvaje y hostil.

## Resumen
La novela, ambientada en la época de la bonanza cauchera, inicia con la llegada de Abel Barcas, un joven en busca de mejora económica, al pueblo de Santa Inés. Luego de ayudar a liberar al pueblo de la opresión de un cruel gobernador, el personaje recibe la oferta de hacerse socio de una compañía cauchera y partir en busca de nuevos shiringales (tierras ricas en caucho) y de paso resolver el misterio de la desaparición de un viejo que partió en similar búsqueda. Durante esta primera aventura se inicia la amistad entre Abel Barcas y Sangama, el héroe mítico de la novela, después de que este le salvara la vida.
La relación de amistad se fortalece cuando Sangama acepta ser parte de la expedición de Abel Barcas y, en lo más profundo de la amazonía, se convierte en su maestro y le enseña secretos de la selva virgen. La sabiduría de Sangama se revelará entonces en toda su magnitud: sabe de flora, fauna, geología selvática, historia, mitos e incluso el destino futuro de la gente. Durante esta nueva aventura la selva se mostrará en toda su intensidad como un ente mágico y fabuloso. Encontrarán al viejo desquiciado física y mentalmente por la selva, el supay (demonio de la selva) raptará a uno de los miembros de la expedición, Sangama combatirá cuerpo a cuerpo con un tremendo cocodrilo negro en un pantano, hallarán momias y quipus de antiguos incas que revelan una conexión milenaria entre ese imperio y la amazonía, entre otras muchas aventuras. Abel Barcas, aparte de todas estas situaciones de vida o muerte, sufre por amor y deseo al enamorarse de Chuya, hija de Sangama, su futura esposa.

## Personajes
- Sangama, un sabio selvático, al que el mundo occidental define despectivamente como “curandero”. Sabe de flora, fauna, geología selvática, historia, mitos e incluso el destino futuro de la gente.
- Abel Barcas, joven que llega a Santa Inés para trabajar como empleado de la contaduría. Es el narrador de la novela.
- Dahua, el brujo rival de Sangama.
- El Gobernador Portunduaga, astuto buscavidas que se hace del poder político y comete una serie de abusos, acabando por ser asesinado.
- Misael el Toro, un bandido célebre por su fuerza descomunal, que asesina y roba a los caucheros y que se convierte en uno de los matones o guardaespaldas del gobernador.
- Piquicho, otro de los matones del Gobernador.
- Tula, la esposa del Gobernador.
- El padre Gaspar, religioso itinerante.
- Chuya (Rosa María), la hija de Sangama, de quien se enamora Abel.
- Purificación Luna, El Matero, explorador de la selva y experto en abrir entradas.

Y mucho más.

## Valoración
Uno de los mayores aciertos de la obra es la presencia contundente de la naturaleza, haciendo de esta una novela de la selva misma. Desde el inicio se nos revela como un lugar agreste y salvaje donde los ríos, lluvias, insectos, reptiles y lluvias limitan el accionar de los seres humanos, diminutos frente al poderío de la amazonía.

Cada minuto que se pasa en la selva es una gota de sangre que se pierde. Los zancudos, los mosquitos y los tábanos succionan sin cesar. Los múltiples parásitos intestinales producen la irritación y el crecimiento desproporcionado de la barriga... Unos afirman que la selva es una prisión verde. Sostienen otros que se trata de un verdadero infierno. Y algunos la describen como un medio físico propio sólo para la vida de los árboles, pero no para la morada del hombre.

Otro tema a resaltar son las descripciones de la idiosincrasia y los valores culturales de los pueblos amazónicos. Hay muchos pasajes con ricas descripciones que muestran cómo la selva posee poderes que escapan a la comprensión del hombre actual y cómo el elemento mágico es parte de la cultura y está presente en todos los actos de la vida cotidiana amazónica (la runa mula, el chullachaqui, el supay, etc.) Además de ello hay claras denuncias de problemas sociales, conflictos intercaucheros, abusos de autoridad y tráfico de niños indígenas, tema que 25 años más tarde retomaría Mario Vargas Llosa en su novela La casa verde (1965).
Si bien la novela no ha recibido mucha atención de la crítica académica actual, ella despierta el interés en lectores jóvenes de distintas generaciones que quedan deslumbrados por las aventuras de Sangama.
Sangama es la apuesta amazónica por la cultura andina, donde el personaje vislumbra la matriz cultural que da vida a casi todo el continente sudamericano. Y lo hace con un referente inmediato, caro a los peruanos: la vuelta del imperio incaico.

## Ediciones
- En castellano: 1942, 1953 (Juan Mejía Baca & P. L. Villanueva), 1958 (Populibros), 1964 y 1974 (Peisa), 1971 (Varona), 2000 (Petroperu). En el Perú.[1]
- En francés: 1952.[1]
- En alemán: 1955. Gutenberg, Zürich
- En serbocroata: sin indicar fecha.
- En inglés: 2014. Quaestor Press, Dallas, Texas.

## Opinión de la crítica
Algunos críticos literarios consideraron a la novela como un texto simple, sin mayor uso de técnicas literarias. El mismo Hernández ha reconocido en reiteradas oportunidades que nunca buscó innovar en ese campo: «Yo también he escrito siempre ignorando la existencia de la técnica; simplemente escribo sobre mis experiencias y mis impresiones en la selva virgen de donde soy natural, de Loreto. Mis personajes siempre están conectados con el medio físico, tal vez el medio físico sea el protagonista de mis obras. Me identifico especialmente con el protagonista de la obra.»
Pero también hay quienes consideran que Sangama es la obra más representativa de la selva peruana, por ser la más vendida y más leída en el Perú y en el extranjero, como lo señala la Mag. Elizabeth Pacheco Dávila de la Universidad Nacional de Ucayali y el Mag. Ángel Héctor Gómez Landeo de la Universidad Nacional de la Amazonía Peruana, Iquitos, quienes en su trabajo «Sangama, una utopía andina en la amazonía» hacen un análisis detallado de la obra.

## Adaptación cinematográfica
En 2007 se realizó la primera adaptación al cine de la película a cargo de Antonio y Martín Landeo. Aún se encuentra en fase de producción.